# Stuartia rostrata
Stuartia rostrata (eller Stewartia rostrata) er et langsomt voksende, løvfældende løvtræ fra Kina. Træet er varmeelskende, men hårdført.